# Liste des œuvres de Jean Sibelius

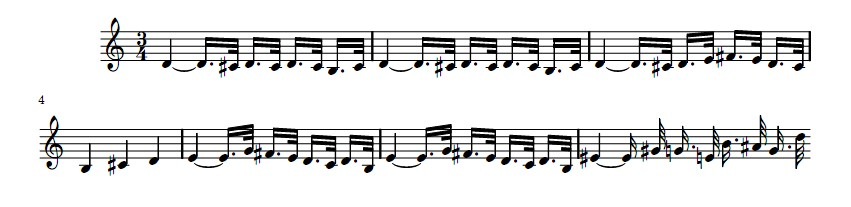
Exemple de partition.

Liste des œuvres de Jean Sibelius

## Catalogue par numéro d'opus
| Opus   | Titre                                                | Sous-titre / Commentaires | Instrumentation                         | Période          |
| ------ | ---------------------------------------------------- | --- | --------------------------------------- | ---------------- |
| 1      | Viisi Joululaulua                                    | Cinq chants de Noël sur des textes de Zacharias Topelius 1893 -1913 | Chant solo, piano                       | 1893             |
| 2      | Deux pièces pour piano et violon                     | 1 romance, 2 épilogue | Violon et piano                         | 1888             |
| 3      | Arioso                                               | | Soprano et orchestre                    | 1911             |
| 4      | Quatuor à cordes en si bémol majeur                  | Arrangement du 3e mouvement presto pour orchestre à cordes en 1894 | Quatuor à cordes                        | 1894             |
| 5      | 6 impromptus pour piano                              | | Piano                                   | 1893             |
| 6      | Cassazione                                           | | Orchestre                               | 1904             |
| 7      | Kullervo                                             | Symphonie lyrique en 5 tableaux | Orchestre, soprano, baryton et chœurs   | 1892             |
| 8      | Ödlan                                                | pour la pièce Õdlan de Karl Mickael Lybeck | Violon, quintette à cordes              | 1909             |
| 9      | En saga                                              | Poème symphonique | Orchestre                               | 1892             |
| 10     | Karelia                                              | Ouverture | Orchestre                               | 1893             |
| 11     | Karelia                                              | Suite pour orchestre d'après l'ouverture op. 10 | Orchestre                               | 1894             |
| 12     | Sonate pour piano en fa majeur                       | | Piano                                   | 1893             |
| 13n°1  | Granar strandeus                                     | Texte de Johan Ludvig Runeberg | Chant solo, piano                       | 1892             |
| 13n°2  | Hopp kyssens                                         | Texte de Johan Ludvig Runeberg | Chant solo, piano                       | 1892             |
| 13n°3  | Morgon hjärtats                                      | Texte de Johan Ludvig Runeberg | Chant solo, piano                       | 1892             |
| 13n°4  | Hastigt flyktar varen                                | Texte de Johan Ludvig Runeberg | Chant solo, piano                       | 1891             |
| 13n°5  | Drömm en                                             | Texte de Johan Ludvig Runeberg | Chant solo, piano                       | 1891             |
| 13n°6  | Till friga                                           | Texte de Johan Ludvig Runeberg | Chant solo, piano                       | 1892             |
| 13 n°7 | Gossen jagar                                         | Texte de Johan Ludvig Runeberg | Chant solo, piano                       | 1891             |
| 14     | Rakastava                                            | Version pour chœur d'hommes en 1893 | Orchestre à cordes                      | 1911             |
| 15     | Skogrået                                             | Poème symphonique / arrangement pour récitant, piano et cordes en 1895 texte de Viktor Rydberg | Orchestre                               | 1894             |
| 16     | Vårsang (Chanson du printemps)                       | 2eversion 1895, version finale en 1902 | Orchestre                               | 1894             |
| 17n°1  | Har jag se'n mera frågat                             | Texte de Johan Ludvig Runeberg | Chant solo, piano                       | 1891             |
| 17n°2  | Sov                                                  | Texte de Karl august Tawaststjerna | Chant solo, piano                       | 1891             |
| 17n°3  | Fagellek                                             | Texte de Karl august Tawaststjerna | Chant solo, piano                       | 1891             |
| 17n°4  | Vil soi                                              | Texte de Karl august Tawaststjerna | Chant solo, piano                       | 1898             |
| 17n°5  | En slända                                            | Texte de Oscar Levertin | Chant solo, piano                       | 1904             |
| 17n°6  | Illale                                               | Texte de Valdemar Forsman | Chant solo, piano                       | 1898             |
| 18n°1  | Sortunutääni                                         | Sur un texte du kanteletar d'Elias Lönnrot | Chœur d'hommes                          | 1898             |
| 18n°2  | Terve kun                                            | Sur un texte du Kalevala | Chœur d'hommes                          | 1901             |
| 18n°3  | Bateau-ride                                          | Sur un texte du Kalevala | Chœur d'hommes                          | 1893             |
| 18n°4  | Incendie sur l'ile                                   | Texte d'Elias Lönnrot | Chœur mixte                             | 1898             |
| 18n°5  | Laulu Metsämieken                                    | Texte de Aleksis Kivi | Chœur d'hommes                          | 1899             |
| 18n°6  | Laulu sydämeni                                       | Texte de Aleksis Kivi | Chœur d'hommes                          | 1899             |
| 19     | Impromptu                                            | Texte de Viktor Rydberg, version finale en 1910 | Chœur d'hommes et orchestre             | 1902             |
| 20     | Malinconia                                           | | Piano et violoncelle                    | 1900             |
| 21     | Hymne                                                | Texte de Fridolf Gustafson | Chœur d'hommes                          | 1896             |
| 22     | Suite Lemminkäinen                                   | 2e version en 1897, version finale 1900 et 1939 | Orchestre                               | 1895             |
| 23     | Neuf chants                                          | Texte d 'Aukusti valdemar Forsman | chœur mixte                             | 1898             |
| 24     | Dix pièces pour piano                                | 1 impromptu, 2 romains, 3 caprice, 4 romance, 5 valse, 6 idylle, 7 andantino, 8 nocturne, 9 romance, 10 barcarolle | Piano                                   | 1895 à 1903      |
| 25     | Scènes historiques I                                 | Ouverture et six tableaux, texte de Eino Leino | Orchestre                               | 1899             |
| 26     | Finlandia                                            | Poème symphonique, arrangement pour piano, arrangement pour chœur d'hommes, arrangement pour chœur mixte | Orchestre                               | 1899             |
| 27     | Musique de scène pour le roi Christian               | Musique en quatre tableaux, le 4e spider arrangé pour piano | Orchestre                               | 1898             |
| 28     | Sandels                                              | Texte de Johan Ludvig Runeberg, version finale 1915 | Chœur d'hommes et orchestre             | 1898             |
| 29     | Snøfrid                                              | Texte de Johan Ludvig Runeberg | Récitant, chœur mixte et orchestre      | 1899             |
| 30     | Islossningen                                         | Texte de Zacharias Topelius, arrangement pour chœur d'enfants en 1913 | Récitant, chœur d'hommes et Orchestre   | 1899             |
| 31n°1  | Le chant des Athéniens                               | Texte de Viktor Rydberg | Chœur et orchestre                      | 1899             |
| 31n°2  | Har du mod                                           | Texte de Josef Wecksell, arrangement pour piano en 1911-12 | Chœur et orchestre                      | 1904             |
| 31n°3  | Laululemminkäiselle                                  | Texte de Yrjö Veijola | Chœur d'hommes et orchestre             | 1894             |
| 32     | Tulen synty (L'origine du feu)                       | Version finale en 1910 | Chœur d'hommes et orchestre             | 1902             |
| 33     | Koskenlaskijan morsianet                             | Texte de A. Oksanen, arrangement pour chœur d'hommes et orchestre en 1943 | Baryton ou (mezzo-soprano) et orchestre | 1897             |
| 34     | 10 pièces pour piano                                 | 1 valse, 2 air de danse, 3 mazurka, 4 couplet, 5 boutade, 6 rêverie, 7 danse pastorale, 8 joueur de harpe, 9 reconnaissance, 10 souvenir                                                                                  | Piano                                   | 1913 à 1916      |
| 35n°1  | Jubal                                                | Texte de Ernst Josephson | Chant solo, piano                       | 1907             |
| 35n°2  | Theodora                                             | Texte de Bertel Gripenberg | Chant solo, piano                       | 1907             |
| 36n°1  | Rosor svarta                                         | Texte de Ernst Josephson | Chant solo, piano                       | 1899             |
| 36n°2  | Fagel hommes min icke marques dock                   | Texte de Johan Ludvig Runeberg | Chant solo, piano                       | 1999             |
| 36n°3  | Bollspelet vid trianon                               | Texte de Gustav Fröding | Chant solo, piano                       | 1899             |
| 36n°4  | Sav sav suze                                         | Texte de Gustav Fröding | Chant solo, Piano                       | 1900             |
| 36n°5  | Snon mars                                            | Texte de Josef Wecksell | Chant solo, piano                       | 1900             |
| 36n°6  | Demanten på marssnon                                 | texte de Josef Julius Wecksell, arrangement avec orchestre en 1916 | Chant solo, Piano                       | 1900             |
| 37n°1  | Kyssen forstaden                                     | Texte de Johan Ludvig Runeberg | Chant solo, piano                       | 1901             |
| 37n°2  | Liten lasse                                          | Texte de Zacharias Topelius | Chant solo, piano                       | 1902             |
| 37n°3  | Sol uppgång                                          | Texte de Tor Hedberg, arrangement avec orchestre en 1914 | Chant solo, piano                       | 1902             |
| 37n°4  | Det var en drom                                      | Texte de Josef Julius Wecksell | Chant solo, piano                       | 1902             |
| 37n°5  | Kom peche flickan ifran alsklings                    | Texte de Johan Ludvig Runeberg | Chant solo, piano                       | 1901             |
| 38n°1  | Hostkväll                                            | Texte de Viktor Rydberg, arrangement pour orchestre à cordes en 1904 | Chant solo, piano                       | 1903             |
| 38n°2  | På verandan vid havet                                | Texte de Viktor Rydberg, arrangement pour orchestre à cordes | Chant solo, piano                       | 1903             |
| 38n°3  | Je natten                                            | Texte de Viktor Rydberg, arrangement pour orchestre à cordes | Chant solo                              | 1903             |
| 38n°4  | Och hans harpolekaren fils                           | Texte de Viktor Rydberg | Chant solo, piano                       | 1904             |
| 38n°5  | Jag jag vir vor i indialand                          | Texte de Gustaf Fröding | Chant solo, piano                       | 1904             |
| 39     | Symphonie no 1 en mi mineur                          | En 4 mouvements: 1 allegro, 2 andante, 3 scherzo, 4 finale version définitive en 1900 |                                         | 1899             |
| 40n°1  | 10 Pièces pour piano                                 | 1 valsette, 2 chant sans paroles, 3 humoresque, 4 menuetto, 5 berceuse, 6 pensée mélodique, 7 rondoletto, 8 scherzando, 9 petite sérénade, 10 polonaise                                                                   | Piano                                   | 1912 à 1916      |
| 41     | Trois pièces lyriques pour piano                     | 1 largamente, 2 andantino, 3 comodo | Piano                                   | 1904             |
| 42     | Romanssi                                             | | Orchestre                               | 1904             |
| 43     | Symphonie no 2 en ré majeur                          | En 4 mouvements 1allegretto, 2andante, 3vivacissimo, 4 allegro, version finale en 1903, révisé en 1904 et 1906 | Orchestre                               | 1902             |
| 44     | Kuolema (la mort)                                    | Musique de scène pour la pièce de Arvid Järnefelt en 6 tableaux | Orchestre                               | 1903             |
| 44n°1  | Valse triste                                         | D'après la 1rescène de Kuolema (la mort), arrangement pour piano | Orchestre                               | 1904             |
| 45n°1  | La dryade                                            | Poème symphonique, arrangement pour piano | Orchestre                               | 1910             |
| 45n°2  | Muzik zu einer szene                                 | Arrangement pour piano dance intermezzo | Orchestre                               | 1904             |
| 46     | Pelléas et Mélisande                                 | Suite pour orchestre en 8 tableaux d'après la pièce de Maurice Maeterlinck, arrangement pour piano, arrangement pour chant et piano                                                                                       | Orchestre                               | 1906             |
| 47     | Concerto pour violon et orchestre en ré mineur       | En trois mouvements 1 allegro, 2 adagio, 3 allegro, version finale en 1905 | Orchestre                               | 1904             |
| 48     | Vapautettu huningatar                                | Arrangement pour chœur d'hommes et orchestre en 1910 | Chœur mixte et orchestre                | 1906             |
| 49     | La Fille de Pohjola                                  | Fantaisie symphonique | Orchestre                               | 1906             |
| 50n°1  | Lenzgesang                                           | Texte de Arthur Fitger | Chant solo, piano                       | 1906             |
| 50n°2  | Sehnsucht                                            | Texte de Emil Rudolf Weiß | Chant solo, piano                       | 1906             |
| 50n°3  | Im feld ein mädchen singt                            | Texte de Margarete Susman | Chant solo, piano                       | 1906             |
| 50n°4  | Aus banger brust                                     | Texte de Richard Dehmel | Chant solo, piano                       | 1906             |
| 50n°5  | Die stille stadt                                     | Texte de Richard Dehmel | Chant solo, piano                       | 1906             |
| 50n°6  | Rosenlied                                            | Texte de Anna Ritter | Chant solo, piano                       | 1906             |
| 51     | Le festin de Balthazar                               | Musique de scène pour une pièce de Hjalmar Procopé en dix numéros, arrangement pour orchestre en 1907, arrangement pour piano, arrangement pour voix et piano en 1939                                                     | Orchestre                               | 1906             |
| 52     | Symphonie no 3 en ut majeur                          | En trois mouvements 1 allegro andantino 2 moderato, 3 allegro | Orchestre                               | 1907             |
| 53     | A pan och echo                                       | Dance intermezzo, arrangement pour piano en 1907 | Orchestre                               | 1906             |
| 54     | Svanevit (le cygne blanc)                            | Musique de scène pour la pièce de August Strindberg, ouverture et 13 tableaux, arrangement pour orchestre en 1909 | Orchestre                               | 1908             |
| 55     | Chevauchée nocturne et lever de soleil               | Poème symphonique | Orchestre                               | 1908             |
| 56     | Quatuor à cordes (Voces intimae)                     | En 5 mouvements 1 andante allegro, 2 vivace, 3 adagio, 4 allegretto, 5 allegro | Quatuor à cordes                        | 1909             |
| 57n°1  | Alven och migeln                                     | Texte de Ernst Josephson | Chant solo, piano                       | 1909             |
| 57n°2  | Er blomma stad vir vägen                             | Texte de Ernst Josephson | Chant solo, piano                       | 1909             |
| 57n°3  | Kvarrnhjulet                                         | Texte de Ernst Josephson | Chant solo                              | 1909             |
| 57n°4  | May                                                  | Texte de Ernst Josephson | Chant solo, piano                       | 1909             |
| 57n°5  | Jag är ett drad                                      | Texte de Ernst Josephson | Chant solo, piano                       | 1909             |
| 57n°6  | Hertig magnus                                        | Texte de Ernst Josephson | Chant solo, piano                       | 1909             |
| 57n°7  | Vänkappens blomma                                    | Texte de Ernst Josephson | Chant solo, piano                       | 1909             |
| 57n°8  | Näcken                                               | Texte de Ernst Josephson | Chant solo                              | 1909             |
| 58     | 7 pièces pour piano                                  | 1 rêverie, 2 scherzino, 3 air varié, 4 der hut, 5 der abends, 6 dialogue, 7 tempo di minuetto | Piano                                   | 1909             |
| 59     | In memoriam                                          | Marche funèbre, version finale en 1910 | Orchestre                               | 1909             |
| 60n°1  | Kom nu hit död                                       | Texte de William Shakespeare, arrangement pour baryton, harpe et cordes en 1957 | Chant, guitare ou piano                 | 1910             |
| 60n°2  | Hålillå                                              | Texte de William Shakespeare | Chant, guitare ou piano                 | 1910             |
| 61n°1  | Långsamt son kvällskyn                               | Texte de August Tawaststjerna | Chant solo, piano                       | 1910             |
| 61n°2  | Vattenplask                                          | Texte de Viktor Rydberg | Chant solo, piano                       | 1910             |
| 61n°3  | När jag drommer                                      | Texte de August Tawaststjerna | Soprano, orchestre                      | 1910             |
| 61n°4  | Romeo                                                | Texte de August Tawaststjerna | Chant solo, piano                       | 1910             |
| 61n°5  | Romance                                              | Texte de August tawaststjerna | Chant solo, piano                       | 1910             |
| 61n°6  | Dolce farniente                                      | Texte de August Tawaststjerna | Chant solo, piano                       | 1910             |
| 61n°7  | Fåfang onskan                                        | Texte de Johan Ludvig Runeberg | Chant solo, piano                       | 1910             |
| 61n°8  | Vartagen                                             | Texte de Bertel Gripenberg | Chant solo, piano                       | 1910             |
| 62n°1  | Canzonetta                                           | Version finale en 1911 | Orchestre à cordes                      | 1906             |
| 62n°2  | Valse romantique                                     | | Orchestre à cordes                      | 1910             |
| 63     | Symphonie no 4 en la mineur                          | en 4 mouvements 1 tempo molto moderato, quasi adagio, 2 allegro molto vivace, 3 tempo largo, 4 allegro | Orchestre                               | 1911             |
| 64     | Le Barde                                             | Poème symphonique | Orchestre                               | 1914             |
| 65n°1  | Man från slatten noch havet                          | Texte de Ernst Von Knape | Chœur mixte                             | 1911             |
| 65n°2  | Kellosavel hallion kirkosa                           | Texte de Julius Engstrom | Chœur mixte                             | 1912             |
| 66     | Scènes historiques II                                | Suite d'orchestre | Orchestre                               | 1912             |
| 67n°1  | Sonatine en fa dièse mineur                          | allegro, largo, allegro moderato | Piano                                   | 1912             |
| 67n°2  | Sonatine pour piano en mi majeur                     | allegro, andantino, allegro | Piano                                   | 1912             |
| 67n°3  | Sonatine pour piano en si bémol mineur               | 1 andante-allegro moderato, 2 andante-allegretto | Piano                                   | 1912             |
| 68n°1  | Rondino en sol mineur                                | | Piano                                   | 1912             |
| 68n°2  | Rondino en do mineur                                 | | Piano                                   | 1912             |
| 69     | Deux sérénades pour violon et orchestre en ré majeur | 1re sérénade pour violon et orchestre en ré majeur op. 69a ; 2e sérénade pour violon et orchestre en sol mineur op. 69b                                                                                                   | Orchestre                               | 1912             |
| 70     | Luonnotar                                            | Poème symphonique, d'après un texte du Kalevala, arrangement pour voix et piano en 1915 | Soprano, orchestre                      | 1913             |
| 71     | Scaramouche                                          | Musique de scène pour la tragi-pantomime de Poul Knudsen, arrangements pour piano, arrangement pour violon et piano en 1925                                                                                               |                                         | 1913             |
| 72n°1  | Ivi ses igen                                         | Texte de Viktor Rydberg | Chant solo, piano                       | 1914             |
| 72n°2  | Orions bälte                                         | Texte de Zacharias Topelius | Chant solo, piano                       | 1914             |
| 72n°3  | Kyssen                                               | Texte de Johan Ludvig Runeberg | Chant solo, piano                       | 1913             |
| 72n°4  | Kaiutar                                              | Texte de Larin-Kyösti | Chant solo, piano                       | 1913             |
| 72n°5  | Der wanderer und der bach                            | Texte de Martin Gref | Chant solo, piano                       | 1913             |
| 73     | Les Océanides                                        | Poème symphonique, version finale en 1914 | Orchestre                               | 1913             |
| 74     | 4 pièces pour piano                                  | 1 eklage, 2 sanfter westwind, 3 auf dem tanzvergnugen, 4 im alten heim | Piano                                   | 1914             |
| 75     | 5 pièces pour piano                                  | 1. När rönnen blommar 2. Den ensamma furan 3. Aspen 4. Björken 5. Granen | Piano                                   | 1914             |
| 76     | 13 Pièces pour piano                                 | 1 esquisse, 2 étude, 3 carillon, 4 humoresque, 5 consolation, 6 romanzetta, 7 affetuoso, 8 pièce enfantine, 9 arabesque, 10 elegiaco, 11 linnaea, 12 capricietto, 13 arlequinade                                          | Piano                                   | 1914             |
| 77n°1  | Cantique                                             | Arrangement pour violon et orchestre en 1914 | Violon, piano                           | 1914             |
| 77n°2  | Dévotion                                             | Arrangement pour violon et piano | Violon, orchestre                       | 1914             |
| 78     | 4 pièces pour piano et violon                        | 1 impromptu, 2 romance, 3 rigaudon, 4 religioso | Violon, piano                           | 1914             |
| 79     | 6 pièces pour piano et violon                        | 1 souvenir, 2 tempo di minuetto, 3 danse caractéristique, 4 sérénade, 5 tanz idylle, 6 berceuse | Orchestre                               | 1914             |
| 80     | Sonate pour piano et violon                          | 1 allegro, andantino, allegro vivace | Piano, violon                           | 1914             |
| 81     | 5 pièces pour violon et piano                        | 1 mazurka, 2 rondino, 3 valse, 4 aubade, menuetto | Piano                                   | 1917 1918        |
| 82     | Symphonie no 5 en mi bémol majeur                    | En 3 mouvements 1 tempo molto moderato allegro moderato, 2 andante mosso, quasi allegretto, 3 allegro molto | Orchestre                               | 1915             |
| 83     | Everyman                                             | Musique de scène pour la pièce de Hugo von Hofmannsthal, arrangement pour piano en 1925-26 | Orchestre                               | 1916             |
| 84n°1  | Herr lager                                           | Texte de Gustav Fröding | Chœur d'hommes                          | 1914             |
| 84n°2  | På berget                                            | Texte de Bertel Gripenberg | Chœur d'hommes                          | 1914             |
| 84N°3  | Ett drömackord                                       | Texte de Gustav Fröding | Chœur d'hommes                          | 1915             |
| 84n°4  | Evige eros                                           | Texte de Johan Ludvig Runeberg | Chœur d'hommes                          | 1914             |
| 84n°5  | Till havs                                            | Texte de Jonathan Reuter | Chœur d'hommes                          | 1917             |
| 85     | 5 pièces pour piano                                  | 1 bellis, 2 œillet, 3 iris, 4 aquileja, 5 campanule | Piano                                   | 1916 1917        |
| 86n°1  | Vårfornimmelser                                      | Texte de Karl august Tawaststjerna | Orchestre                               | 1916             |
| 86n°2  | Langtar heter min arvedel                            | Texte de Erik Axel Karlfeldt | Chant solo, piano                       | 1916             |
| 86n°3  | Dold forening                                        | Texte de Carl Snoilsky | Chant solo, piano                       | 1916             |
| 86n°4  | Och fins det en tanke                                | Texte de Karl august Tawaststjerna | Chant solo, piano                       | 1916             |
| 86n°5  | Sångarlon                                            | Texte de Carl Snoilsky | Chant solo, piano                       | 1916             |
| 86n°6  | I systrar i broder                                   | Texte de Karl Mickael Lybeck | Chant solo, piano                       | 1917             |
| 87n°1  | Humoresque en ré mineur                              | Version finale en 1940 | Violon, orchestre                       | 1917             |
| 87n°2  | Humoresque en ré majeur                              | | Violon, orchestre                       | 1918             |
| 88     | 6 chants                                             | blåsippan, de bagge rosoma, vitsippan, sippan, tornet, blommans ode. Textes de Mickael Franzén et Johan Ludvig Runeberg                                                                                                   | Piano                                   | 1917             |
| 89n°3  | Humoresque en sol mineur                             | | Violon, orchestre                       | 1917             |
| 89n°4  | Humoresque en sol mineur                             | | Violon, orchestre                       | 1917             |
| 89n°5  | Humoresque en mi bémol majeur                        | | Violon, orchestre                       | 1917             |
| 89n°6  | Humoresque en sol mineur                             | | Violon, orchestre                       | 1917             |
| 90     | 6 chants                                             | norden, budskap hennes, morgon, flågelflangaren, sommarnatten, vem styrde hit din väg, Texte de Johan Ludvig Runeberg | Chant, piano                            | 1917             |
| 91n°1  | Jääkarien marsii                                     | 1Jaeger mars, texte de Heikki Nurmio | Chœur d'hommes, orchestre               | 1917             |
| 91n°2  | Partiolaisten marssi                                 | Texte de Jalmari Finne, arrangement pour chœur mixte et piano en 1921, arrangement pour voix de femme et piano en 1951 | Chœur d'hommes, orchestre               | 1918             |
| 92     | Oma maa (Mon pays)                                   | Cantate sur un texte de Samuel Gustaf Bergh | Chœur mixte, orchestre                  | 1918             |
| 93     | Jordens sång                                         | Cantate sur un texte de Jarl Hemmer | Chœur mixte, orchestre                  | 1919             |
| 94     | 6 pièces pour piano                                  | danse, novelette, sonnet, berger et bergerette, mélodie, gavotte | Piano                                   | 1919             |
| 95     | Maan virsi                                           | Cantate sur un texte de Eino Leino | Chœur mixte, orchestre                  | 1920             |
| 96n°1  | Valse lyrique                                        | Arrangement pour orchestre en 1920 | Piano                                   | 1914             |
| 96n°2  | Autrefois-scène pastorale                            | Arrangement pour piano en 1920 | Sopranos, orchestre                     | 1919             |
| 96n°3  | Scène chevaleresque                                  | Arrangement pour piano | Orchestre                               | 1921             |
| 97     | 6 pièces pour piano                                  | humoresque I, lied, petite valse, impromptu, humoresque II | Piano                                   | 1920             |
| 98n°1  | Suite mignonne                                       | | Flûte, cordes                           | 1918             |
| 98n°2  | Suite champêtre                                      | Arrangement pour piano | Orchestre à cordes                      | 1923             |
| 99     | 8 pièces pour piano                                  | pièce humoristique, esquisse, souvenir, impromptu, couplet, animoso, moment de valse, petite marche | Piano                                   | 1922             |
| 100    | Suite caractéristique                                | Arrangement pour piano | Harpe, cordes                           | 1922             |
| 101    | 5 pièces pour piano                                  | romance, chant du soir, scène lyrique, humoresque, scène romantique | Piano                                   | 1923             |
| 102    | Novelette                                            | | Violon, piano                           | 1922             |
| 103    | 5 pièces pour piano                                  | the village church, the fidler, the oarsman, the storm, in the mournful mood | Piano                                   | 1924             |
| 104    | Symphonie no 6 en ré mineur                          | allegro molto moderato, allegro moderato, poco vivace, allegro molto | Orchestre                               | 1923             |
| 105    | Symphonie no 7 en ut majeur                          | En un mouvement | Orchestre                               | 1924             |
| 106    | 5 danses champêtres pour violon et piano             | | Violon, piano                           | 1923             |
| 107    | Hymne pour chœur d'hommes et orgue                   | | Chœur d'hommes, orgue                   | 1925             |
| 108    | 2 chants pour chœur d'hommes                         | A capella, 1 humoresque, 2 ne pitkan matkan kulkijat texte de Larin-Kyösti | chœur d'hommes                          | 1925             |
| 109n°1 | Musique de scène pour la tempête de Shakespeare      | Ouverture pour la pièce de William Shakespeare | Orchestre                               | 1927             |
| 109n°2 | Musique de scène pour la tempête de Shakespeare      | Suite d'orchestre en neuf tableaux, arrangement pour piano | Orchestre                               | 1927             |
| 109n°3 | Musique de scène pour la tempête de Shakespeare      | Suite d'orchestre en neuf tableaux, arrangement pour piano | Orchestre                               | 1927             |
| 110    | Väinön virsi                                         | Cantate sur un texte du Kalevala | Chœur mixte et orchestre                | 1926             |
| 111    | 2 pièces pour orgue                                  | 1 intrada, 2 musique funêbre | Orgue                                   | 1925 et 1931     |
| 112    | Tapiola                                              | Poème symphonique | Orchestre                               | 1926             |
| 113    | 11 chants pour voix, chœur et harmonium              | il est un beau pays, hymne, näätkö, larmes, salem, celui qui a un amour, marche funèbre, tendre idée, toi Seigneur, veljesvirsi, chant de prière, textes de Goethe, Viktor Rydberg, Pao chao, Korpela simo, Samuli sario. | Chœur d'hommes, voix et harmonium       | 1926, 1927, 1946 |
| 114    | Pièces pour piano                                    | maisme, talvikuva, metsalampi, metsalaulu, kevatnaki, | Piano                                   | 1929             |
| 115    | Pièces pour violon et piano                          | auf der heide, ballade, humoresque, les cloches | Violon, piano                           | 1929             |
| 116    | Pièces pour violon et piano                          | scène de danse, danse caractéristique, rondeau romantique | Violon, piano                           | 1929             |
| 117    | Suite pour violon                                    | Œuvre inachevée, allegretto, andantino, vivace, note de l'auteur:Får ej publiceras à ne pas publier. | Violon, orchestre à cordes              | 1929             |
| 118    | Symphonie no 8                                       | Œuvre perdue | Orchestre                               | 1930             |

## Œuvres sans numéro d'opus
- Droppar vatten pour violon et violoncelle
- Duo pour deux violons
- Duo pour violon et alto (1891-92)
- Menuet pour deux violons et piano
- Trio pour deux violons et piano
- Andantino pour violoncelle et piano
- Quatuor pour cordes et piano
- Trio avec piano en la mineur
- Sonate pour violon et piano
- Andante gracioso pour violon et piano
- Quatuor à cordes en mi majeur
- Deux mouvements pour quatuor à cordes
- Trio avec piano en la mineur
- Thème et variations pour piano
- La petite sirène pour récitant et quatuor à cordes
- Hör du vinden pour récitant et piano
- Quatuor pour violon, violoncelle, harmonium et piano
- Trio Korpoo pour violon, violoncelle et piano
- Thème et variations pour violoncelle seul
- Trånaden pour récitant et piano